# Selección femenina de fútbol de Tailandia
La selección femenina de fútbol de Tailandia (en tailandés: ฟุตบอลหญิงทีมชาติไทย) es el equipo representativo de dicho país en las competiciones oficiales de la categoría. Su organización está a cargo de la Asociación de Fútbol de Tailandia, miembro de la AFC y la FIFA. 

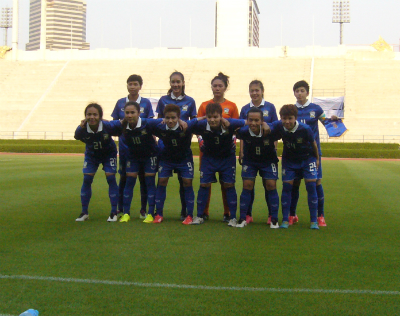
Selección femenina de fútbol de Tailandia en 2015.

Con 17 participaciones es junto a Japón la selección con más participaciones en la historia de la Copa Asiática Femenina dicha copa solo la obtuvo en la edición de 1983 realizada en Tailandia. Sus únicas participaciones mundialistas fueron en Canadá 2015 y Francia 2019 quedando eliminado en la fase de grupos en ambas ocasiones.

## Estadísticas

### Copa Mundial Femenina de Fútbol
| Edición | Resultado      | Posición       | PJ             | PG             | PE             | PP             | GF             | GC             |
| ------- | -------------- | -------------- | -------------- | -------------- | -------------- | -------------- | -------------- | -------------- |
| 1991    | No clasificó   | No clasificó   | No clasificó   | No clasificó   | No clasificó   | No clasificó   | No clasificó   | No clasificó   |
| 1995    | No clasificó   | No clasificó   | No clasificó   | No clasificó   | No clasificó   | No clasificó   | No clasificó   | No clasificó   |
| 1999    | No clasificó   | No clasificó   | No clasificó   | No clasificó   | No clasificó   | No clasificó   | No clasificó   | No clasificó   |
| 2003    | No clasificó   | No clasificó   | No clasificó   | No clasificó   | No clasificó   | No clasificó   | No clasificó   | No clasificó   |
| 2007    | No clasificó   | No clasificó   | No clasificó   | No clasificó   | No clasificó   | No clasificó   | No clasificó   | No clasificó   |
| 2011    | No clasificó   | No clasificó   | No clasificó   | No clasificó   | No clasificó   | No clasificó   | No clasificó   | No clasificó   |
| 2015    | Fase de grupos | 17.º           | 3              | 1              | 0              | 2              | 3              | 10             |
| 2019    | Fase de grupos | 24.º           | 3              | 0              | 0              | 3              | 1              | 20             |
| 2023    | No clasificó   | No clasificó   | No clasificó   | No clasificó   | No clasificó   | No clasificó   | No clasificó   | No clasificó   |
| 2027    | Por disputarse | Por disputarse | Por disputarse | Por disputarse | Por disputarse | Por disputarse | Por disputarse | Por disputarse |
| Total   | 2/9            | 34.º           | 6              | 1              | 0              | 5              | 4              | 30             |

### Copa Asiática Femenina de la AFC
| Edición | Resultado      | Posición     | PJ           | PG           | PE           | PP           | GF           | GC           |
| ------- | -------------- | ------------ | ------------ | ------------ | ------------ | ------------ | ------------ | ------------ |
| 1975    | Subcampeón     | 2.º          | 4            | 3            | 0            | 1            | 10           | 5            |
| 1977    | Subcampeón     | 2.º          | 4            | 3            | 0            | 1            | 9            | 2            |
| 1979    | No participó   | No participó | No participó | No participó | No participó | No participó | No participó | No participó |
| 1981    | Subcampeón     | 2.º          | 5            | 3            | 0            | 2            | 6            | 8            |
| 1983    | Campeón        | 1.º          | 6            | 6            | 0            | 0            | 25           | 1            |
| 1986    | Tercer lugar   | 3.º          | 5            | 4            | 0            | 1            | 15           | 5            |
| 1989    | Fase de grupos | 7.º          | 3            | 0            | 0            | 3            | 1            | 12           |
| 1991    | Fase de grupos | 5.º          | 3            | 1            | 1            | 1            | 4            | 10           |
| 1993    | No participó   | No participó | No participó | No participó | No participó | No participó | No participó | No participó |
| 1995    | Fase de grupos | 6.º          | 2            | 1            | 0            | 1            | 3            | 4            |
| 1997    | No participó   | No participó | No participó | No participó | No participó | No participó | No participó | No participó |
| 1999    | Fase de grupos | 8.º          | 4            | 2            | 0            | 2            | 6            | 10           |
| 2001    | Fase de grupos | 8.º          | 4            | 2            | 0            | 2            | 5            | 9            |
| 2003    | Fase de grupos | 8.º          | 4            | 2            | 0            | 2            | 8            | 21           |
| 2006    | Fase de grupos | 7.º          | 4            | 1            | 0            | 3            | 2            | 26           |
| 2008    | Fase de grupos | 7.º          | 3            | 0            | 0            | 3            | 1            | 11           |
| 2010    | Fase de grupos | 6.º          | 3            | 1            | 0            | 2            | 2            | 7            |
| 2014    | Quinto lugar   | 5.º          | 4            | 2            | 0            | 2            | 4            | 13           |
| 2018    | Cuarto lugar   | 4.º          | 5            | 2            | 1            | 2            | 12           | 11           |
| 2022    | Fase de grupos | 8.º          | 6            | 1            | 0            | 5            | 5            | 15           |
| Total   | 17/20          | 5.º          | 69           | 34           | 2            | 33           | 118          | 170          |

## Últimos y próximos encuentros
Actualizado al último partido jugado el 5 de abril de 2025
| Fecha      | Ciudad           | Local         | Resultado | Visitante      | Competición                              |
| ---------- | ---------------- | ------------- | --------- | -------------- | ---------------------------------------- |
| 09-04-2024 | Christchurch     | Nueva Zelanda | 0:0       | Tailandia      | Partido amistoso                         |
| 04-08-2024 | Bangkok          | Tailandia     | 2:1       | China Taipéi   | Partido amistoso                         |
| 23-10-2024 | Ciudad de México | Venezuela     | 2:0       | Tailandia      | Partido amistoso                         |
| 29-10-2024 | Toluca           | México        | 4:0       | Tailandia      | Partido amistoso                         |
| 20-02-2025 | Al Hamriyah      | Rusia         | 3:1       | Tailandia      | Pink Ladies Cup 2025                     |
| 23-02-2025 | Al Hamriyah      | Corea del Sur | 4:0       | Tailandia      | Pink Ladies Cup 2025                     |
| 26-02-2025 | Al Hamriyah      | Uzbekistán    | 0:0       | Tailandia      | Pink Ladies Cup 2025                     |
| 05-04-2025 | Chongqing        | Tailandia     | 3:2       | Zambia         | Torneo Internacional 2025                |
| 08-04-2025 | Chongqing        | China         | -:-       | Tailandia      | Torneo Internacional 2025                |
| 26-06-2025 | Chiang Mai       | Tailandia     | -:-       | Timor Oriental | Clasificación Copa Asiática Femenil 2026 |
| 29-06-2025 | Chiang Mai       | Tailandia     | -:-       | Irak           | Clasificación Copa Asiática Femenil 2026 |
| 02-07-2025 | Chiang Mai       | Tailandia     | -:-       | Mongolia       | Clasificación Copa Asiática Femenil 2026 |
| 05-07-2025 | Chiang Mai       | Tailandia     | -:-       | India          | Clasificación Copa Asiática Femenil 2026 |

## Escuadra convocada para la Copa Mundial Femenina de Fútbol de 2019
- Porteras: Waraporn Boonsing, Sukanya Chor, Tiffany Sornpao[2]
- Defensas: Kanjanaporn Saengkoon, Natthakarn Chinwong, Duangnapa Sritala, Ainon Phancha, Warunee Phetwiset, Sunisa Srangthaisong, Khwanrudi Saengchan, Pitsamai Sornsai, Phornphirun Philawan[2]
- Centrocampistas: Pikul Khueanpet, Silawan Intamee, Sudarat Chucheun, Rattikan Thongsombut, Orapin Waenngoen, Wilaiporn Boothduang, Kanjana Sungngoen[2]
- Delanteras: Suchawadee Nildhamrong, Orathai Srimanee, Saowalak Pengngam, Taneekarn Dangda[2]

## Palmarés

### Continental
- Copa Asiática femenina de la AFC  (1): 1983.

### Regional
- Campeonato Femenino de la AFF (4): 2011, 2015, 2016 y 2018.
- Juegos del Sudeste Asiático (5): 1985, 1995, 1997, 2007 y 2013.